# تیم ملی فوتبال زیر ۲۳ سال کویت
تیم ملی فوتبال زیر ۲۳ سال کویت (انگلیسی: Kuwait national under-23 football team) نماینده کویت در بازی‌های المپیک و بازی‌های آسیایی است.